# Vanité (peinture)
Pour les articles homonymes, voir Vanité (homonymie).

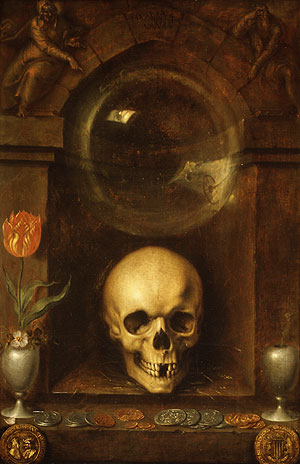
Jacques de Gheyn le jeune, Vanité (vers 1603).

Une vanité est une représentation allégorique de la fragilité de la vie humaine et de la fatuité de ce à quoi l'être humain s'attache durant celle-ci. Les éléments symboliques les plus courants pour exprimer la vanité sont la mort, le temps qui passe, la vacuité des passions et activités humaines. Le nom vanité est dérivé de la phrase d'ouverture du Livre de l'Ecclésiaste de l'Ancien Testament : Vanitas vanitatum et omnia vanitas (« Vanité des vanités, et tout est vanité »). Tout comme le Memento mori, auquel il est souvent associé, le thème de la vanité est un rappel de l'éphémère condition de l'existence.
Certaines natures mortes, représentant notamment du gibier, des massacres, des armes, constituent un genre particulier, proche des vanités.
Si le thème est très ancien dans le genre pictural, puisqu'on le trouve déjà chez les Anciens, il se constitue comme genre autonome vers 1620, à Leyde, en Hollande, pour se répandre ensuite tout au long du XVIIe siècle en Europe, particulièrement en Flandres et en France. Prisées à l'époque baroque, les vanités vont quasiment disparaître au XVIIIe siècle, mais renaissent avec Paul Cézanne, puis plusieurs artistes du XXe siècle et du XXIe siècle, à l'image des sculpteurs Damien Hirst et Philippe Pasqua, ou encore de la photographe Valérie Belin.
Les objets représentés symbolisent les activités humaines, étude, argent, plaisir, richesse, puissance, mises en regard d'éléments évoquant le temps qui passe trop vite, la fragilité, la destruction, et le triomphe de la mort avec souvent un crâne humain.
Ce genre a également une grande influence sur la littérature baroque comme avec Jean de Sponde ou Jean Baptiste Chassignet.

## Histoire

### Vanités duXVIIesiècle
Le genre naît dans les années 1620 à Leyde, dans une atmosphère religieuse et intellectuelle marquée par le calvinisme, même si, quand il essaimera dans le reste de l'Europe, la Contre-Réforme y trouvera aussi son compte. Il se développe d'abord au sein de l'école de Leyde, avec des peintres comme David Bailly, puis ses neveux, Harmen et Pieter Steenwijck, qui fixent le genre.
Bailly a eu pour maître Jacques de Gheyn le jeune, auteur déjà en 1603 d'une vanité,. Bailly sera l'auteur, en 1651, d'une Vanité aux portraits.
Le thème est repris à Haarlem par Pieter Claesz et Willem Claeszoon Heda, vers 1625. Jan Davidszoon de Heem, qui est à Leyde en 1626, l'introduit à Anvers. Presque tous les peintres hollandais de l'époque peindront des vanités, notamment Willem de Poorter, Gérard Dou et Jan van der Heyden.
Des peintres d'origine flamande importent le genre en France, ainsi, à Paris, Philippe de Champaigne. Il est repris par N. L. Peschier, l'Alsacien Sébastien Stoskopff, Sébastien Bonnecroy, Simon Renard de Saint-André.
En Italie, Salvatore Rosa et Giuseppe Recco peignent quelques vanités, mais le genre se développe peu. Il a plus de succès en Allemagne (Georg Hainz…) ou en Espagne (Antonio de Pereda, Juan de Valdés Leal…).
Alors que se développe un marché de l'art « bourgeois », certains artistes montrent jusqu'à la vanité de la peinture qui se vend désormais de plus en plus pour décorer les intérieurs.

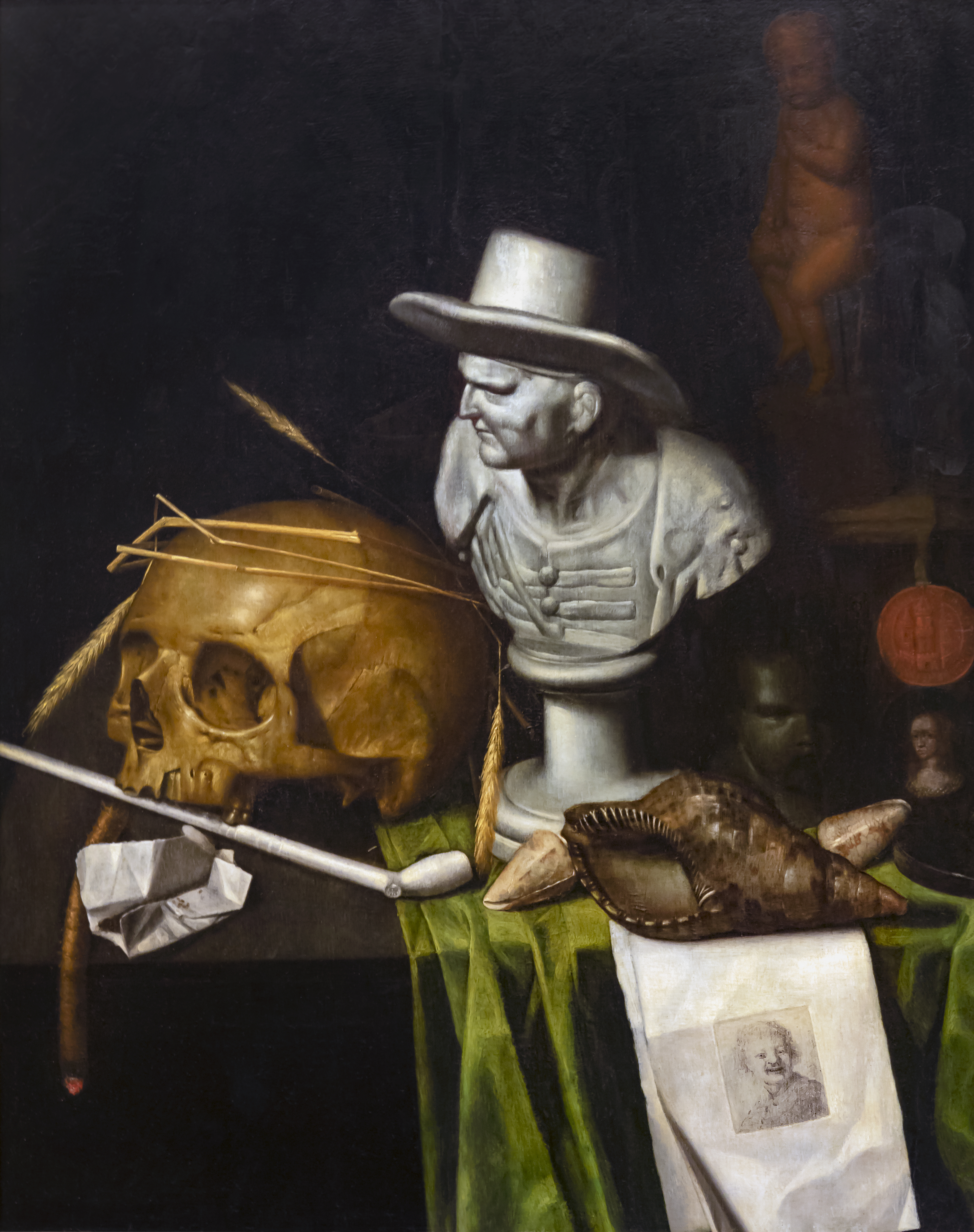
Johann de Cordua, Vanité au buste Musée des beaux-arts de Pau
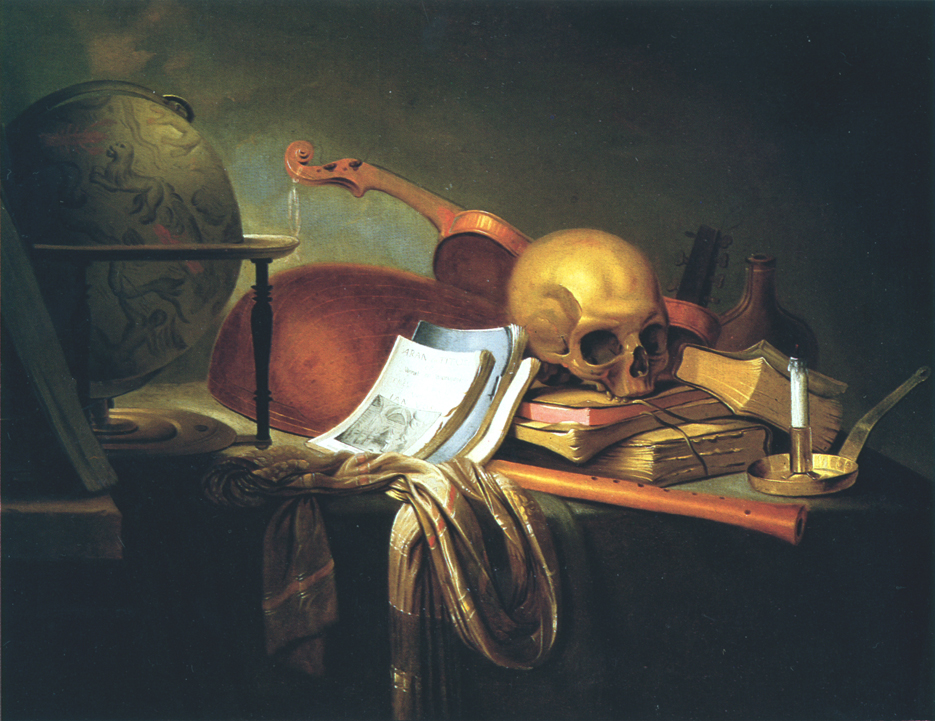
Pieter van Steenwyck, Vanité.
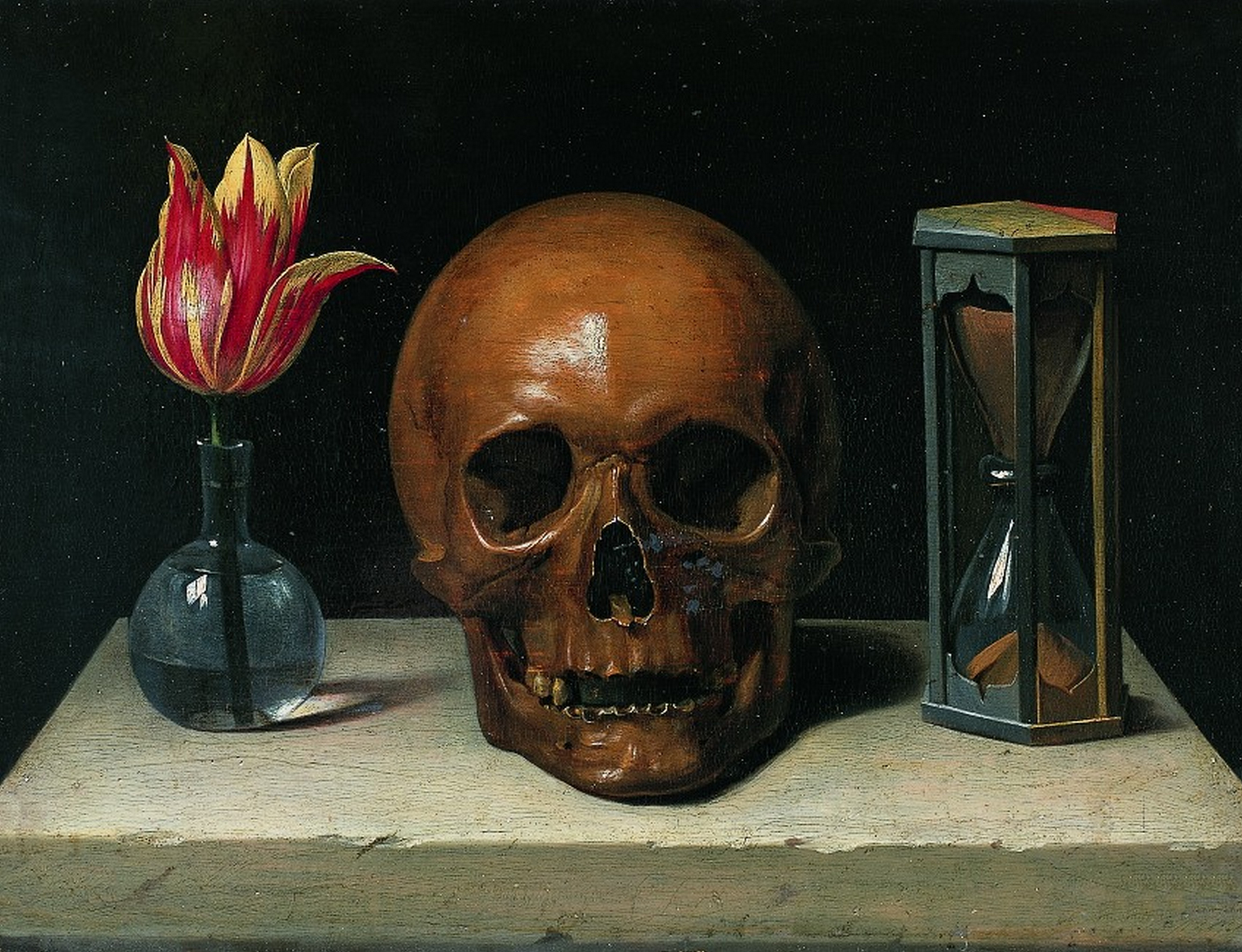
Philippe de Champaigne (1602-1674), Vanité.
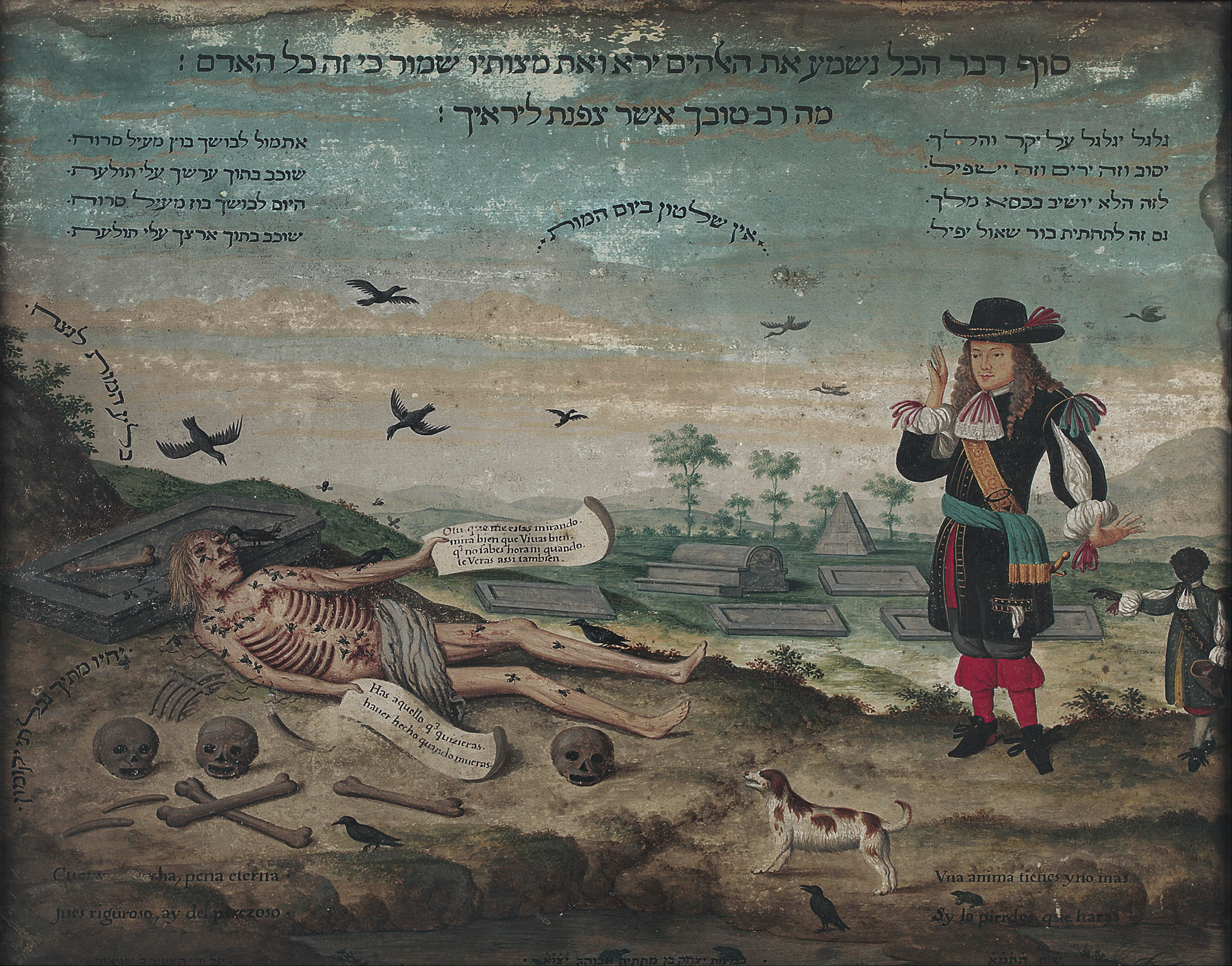
Benjamin Senior Godines, Vanitas, 1681, Musée juif de Londres.

### Origines
Le nom du genre des Vanités est issu de la sentence de l’Ecclésiaste, livre de l’Ancien Testament (Bible) : « הֲבֵל הֲבָלִים הַכֹּל הָֽבֶל » (« Vanité des vanités, tout est vanité »). Le terme traduit par « vanité » signifie littéralement « souffle léger, vapeur éphémère ». Le message est de méditer sur la nature passagère et « vaine » (d’où « vanité ») de la vie humaine, l’inutilité des plaisirs du monde face à la mort qui guette,.
La première vanité européenne retrouvée est une mosaïque au crâne du Ier siècle av. J.-C..
Si les objets peuvent figurer dans la peinture au Moyen Âge, c’est parce qu’ils ont un sens. Si les choses signifient l'abondance ou la rareté des richesses matérielles, la variété du monde et sa beauté, depuis le début, elles préviennent aussi de la vanité humaine, de la corruption par le pourrissement d'un fruit et la fin inévitable que symbolise un crâne. Dans les vanités, les objets représentés sont des motifs se rapportant à la fragilité et à la brièveté de la vie, au temps qui passe, à la mort. Parmi tous ces objets symboliques, le crâne humain, plus précisément celui d'Adam, signe convenu de la mort, est l’un des plus courants. À partir du XVIe siècle, dans un contexte encore largement religieux, la vanité a souvent la forme d'un crâne seul ou installé près d'objets symboliques comme une bougie ou un sablier, qui représentent le temps qui passe inexorablement. On retrouve ce memento mori (« souviens-toi que tu mourras ») parmi les objets qui évoquent les activités et les propriétés humaines : étude, sagesse et science, richesse, amour charnel, beauté… La tulipe est également représentée sur certains tableaux comme symbole de vanité. Elle fait référence à un événement historique qui, à la suite d'un engouement pour les tulipes appelé tulipomanie, a mené à l'augmentation du prix de ces fleurs et à une bulle spéculative, qui a éclaté au XVIIe siècle. Les vanités invitent à méditer sur leur caractère fugace et la vanité du genre humain soumis à la fuite du temps, avec un message essentiellement spirituel dans les premières vanités comme celle d'Albrecht Dürer, Saint Jérôme dans sa cellule, datant de 1514.
La Renaissance et son humanisme continueront la représentation de la vanité jusque dans les cabinets intimes (studiolo) des hommes lettrés et puissants (celui du duc de Montefeltro à Gubbio, celui de François Ier au palazzo Vecchio…).[réf. nécessaire]
Le temps et la mort ne cessent de vouloir être captés par les artistes. On retrouve à travers cette volonté de capter l’insaisissable, la liaison entre les vanités classiques et contemporaines.

### Thèmes voisins

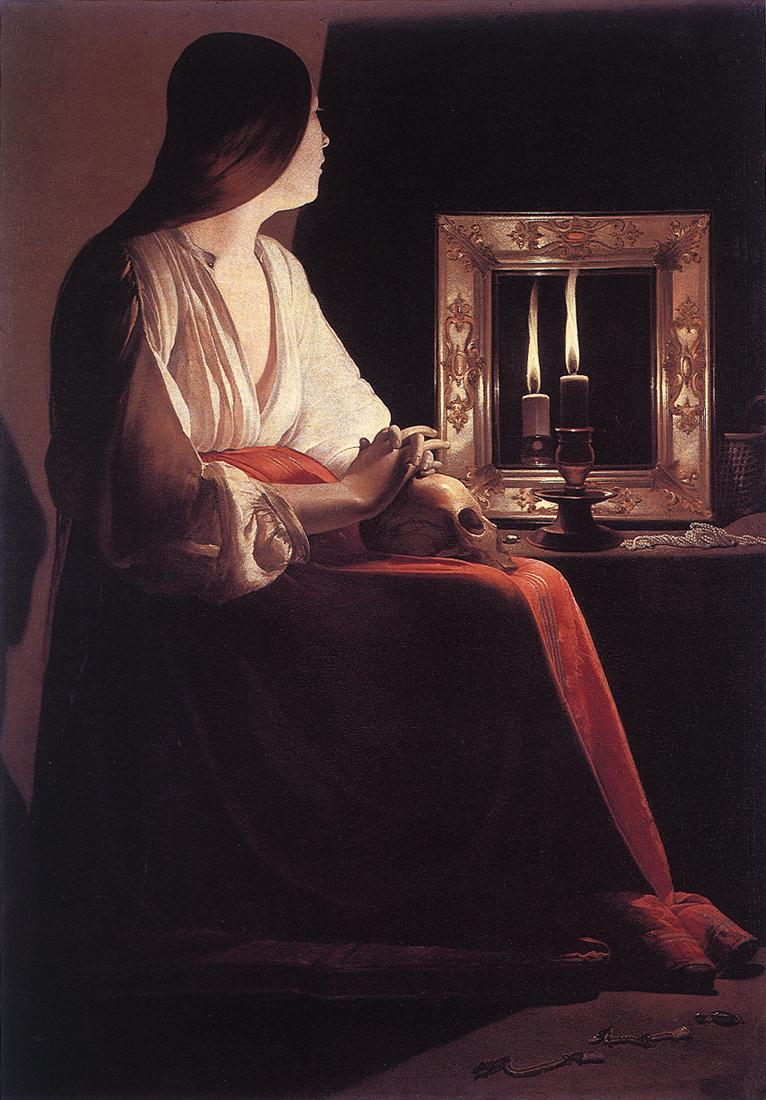
Georges de La Tour, La Madeleine aux deux flammes (1642-1644).

Georges de La Tour a traité de nombreuses fois le thème de la Madeleine pénitente. Le tableau La Madeleine à la veilleuse est parfois qualifié de vanité. Plusieurs objets contribuent à une interprétation symbolique en ce sens. Le crâne est un signe classique signifiant la mort. La chandelle appelée à s'éteindre s'associe à l'impermanence. Le miroir illustre la vanité des apparences, aussi bien que l'au-delà ; les bijoux à terre, le renoncement.
L'ensemble se rattache à une théologie du salut, absente en général des vanités, mais très présente dans la peinture religieuse, notamment dans les Saint Jérôme, où le savant devenu saint est classiquement montré avec un crâne, et souvent avec les attributs de la science, livre, instruments, et une chandelle qui s'associe à la fois à l'effort prolongé dans la nuit et l'impermanence.
De la même façon, le thème des âges de la vie peut se lire comme un sarcasme, comme une description réaliste, comme une affirmation de la possibilité de la beauté hors de la jeunesse. Mais des détails picturaux peuvent tirer l'interprétation vers celle d'une vanité.

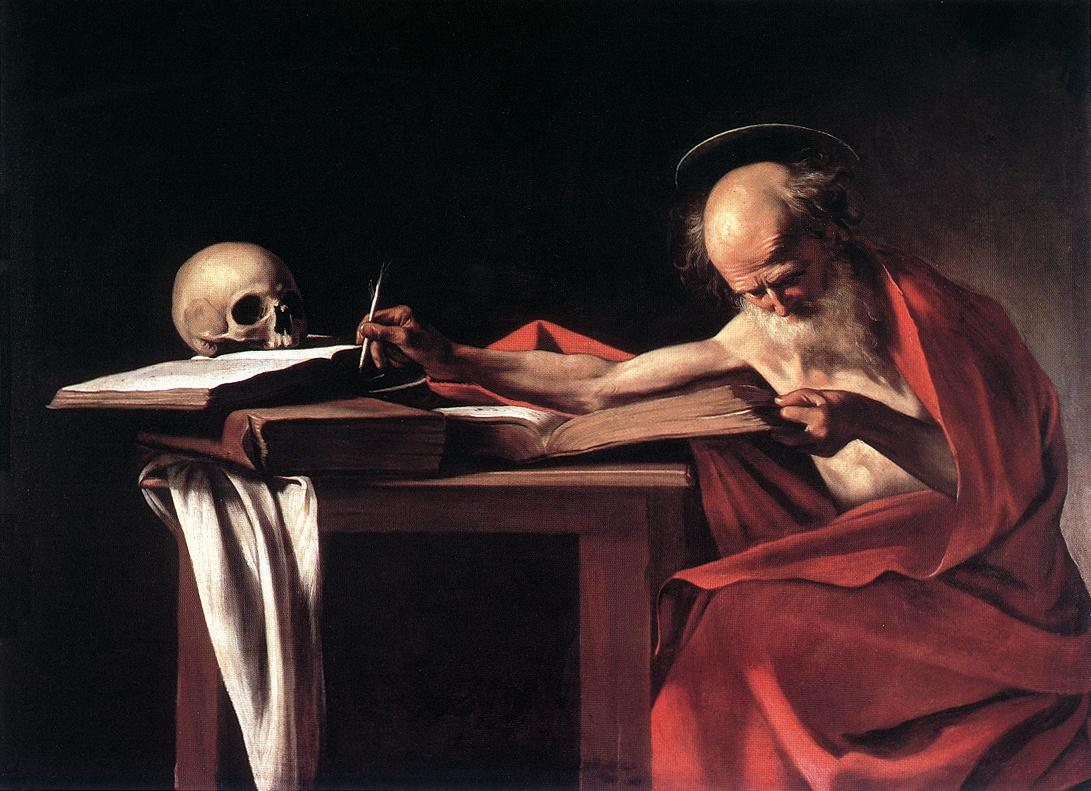
Le Caravage, Saint Jérôme écrivant (1606).
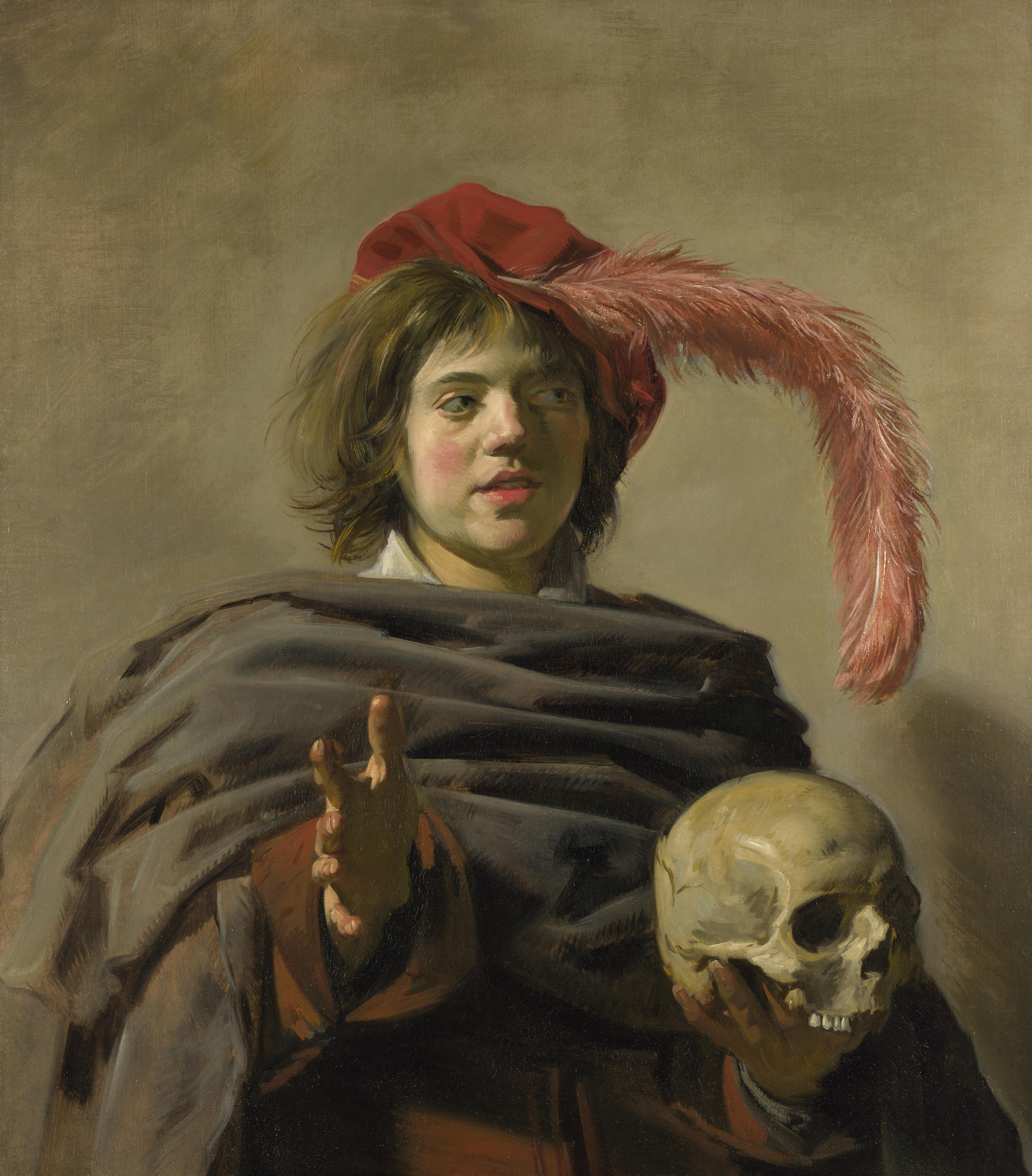
Frans Hals, Jeune homme au crâne.
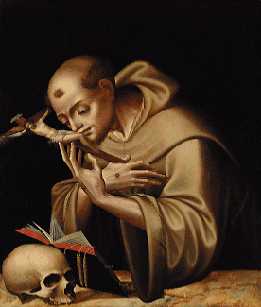
Luis de Morales, vanité évoquant saint François d'Assise (XVIe siècle).

## Répertoire des vanités
Ingvar Bergström divise le répertoire des vanités en trois groupes :
- Le premier groupe « évoque la vanité des biens terrestres »
  - livres, instruments scientifiques, art, pour la vanité du savoir
  - argent, bijoux, pièces de collection, armes, couronnes et sceptres pour la vanité des richesses et du pouvoir
  - pipes, vin, instrument de musique et jeux pour la vanité des plaisirs
- Le deuxième groupe « évoque le caractère transitoire de la vie humaine » : crâne, squelettes, mesure du temps, montres et sabliers, bougies et lampes à huile éteintes, fleurs se fanant
- Le troisième groupe « contient les éléments qui sont les symboles de la résurrection et de la vie éternelle » , épis de blé, couronnes de lauriers.

Michel Laclotte et Jean-Pierre Cuzin citent, parmi les éléments du répertoire des vanités, les objets évoquant la vie terrestre contemplative (sciences, lettres et arts), ou la vie terrestre relative au plaisir des cinq sens, de la richesse et de la puissance (argent, armes), les objets évoquant la fuite du temps, la destruction de la matière (fruits abîmés, fleurs fanées), et la citation de l'Ecclésiaste, Vanitas vanitatis et omnia vanitas, ou une formule analogue.
Au XVIIe siècle, des peintres comme Franciscus Gysbrechts, German Llorente, Sébastien Bonnecroy ou Antoine Fort-Bras sont connus pour leurs vanités qui remettent en question jusqu'au tableau de chevalet, peint au moment où le marché de l'art bourgeois se développe et où la peinture devient un objet de distinction sociale.

## Contemporain

### XIXesiècle
Résurgence du genre vers la fin du XIXe siècle, une œuvre illustre est Nature morte, crâne et chandelier de Paul Cézanne. Une autre œuvre qui marque ce renouveau est Crâne de squelette fumant une cigarette de Vincent van Gogh.
La différence avec les vanités traditionnelles se trouve dans la manière de peindre qui est contemporaine de l'époque, donc cela s'inscrit dans l'art moderne. De plus, ces vanités sont marquées par la montée de l’industrie qui est en lien avec la révolution industrielle et une inquiétude pour l’humanité.

### XXesiècle

#### Contexte
Le XXe siècle est marqué par de nombreuses guerres meurtrières, les plus marquantes sont les deux guerres mondiales qui ont engendré des tueries de masse. Ces dernières vont engendrer l’effondrement des grandes pensées humanistes. On va alors voir apparaître un renouvellement des valeurs qui seront l’efficacité et le capitalisme. Cela a ainsi créé un nouveau rapport à la mort. Ce dernier est marqué par l’absence de corps et de trace, on retrouve alors une absence qui sera représentée dans les vanités contemporaines.
Les artistes ressentent le besoin d’exprimer cette violence dans ce rapport inédit à la mort va engendrer une nouvelle manière de représenter la trépanation. L’art non figuratif va voir le jour au début du XXe siècle, ce dernier va modifier la forme des vanités et ainsi créer une nouvelle sorte de vanité. Cette violence va modifier la perception de la vie. Les anciens critères et symboles classiques perdent leur sens.
La vanité contemporaine se différencie des vanités de la période classique : recul des grandes idéologies religieuses, disparition des hiérarchies et catégories esthétiques dans laquelle le genre vanité occupait un rang peu élevé. Le genre se renouvelle par les expérimentations formelles qui bouleversent la peinture à la fin du XIXe siècle et au début du XXe siècle. 

#### Différences
Changement d’idéologie, on passe d'une vanité fortement reliée à une idéologie religieuse très dogmatique à une mise en avant des pensées de l’artiste. L’interprétation des vanités est plus subjective, ce qui laisse plus de place à la pensée de l’artiste. La perte idéologique explique aussi le climat actuel qui n’est plus sous l’influence de l’Église. Les artistes prennent le contre-pied de la religion, ils la critiquent, émergence de nouveaux sujets qui critiquent la société de consommation. Il y a ici un lien fort avec le but originel de la vanité qui est de critiquer[pas clair] l’envie d’abondance et le matérialisme. Ce sont deux sujets qui sont présents dans l’art contemporain, les artistes vont porter ses sujets en dérive afin de critiquer la société capitaliste et de manière plus générale ses travers. Cela va engendrer une mise en scène burlesque des vanités, en prenant des produits de la société de consommation portée en dérive. Un exemple marquant est Campbell's Soup Can d'Andy Warhol.
Une nouvelle façon d’envisager, mais surtout de représenter la vanité voit le jour, les codes se renouvellent. Les pensées restent les mêmes, mais s’inscrivent de manière différente, car l’époque a changé. Les thèmes principaux ne changent pas, le temps et la mort. Cependant, ils sont traités de manières différentes, mais le discours devient plus dur, cynique et nihiliste. Cela s’explique par l’évolution du rapport à la mort, mais surtout par l’impact des deux guerres mondiales qui font perdre les traces de la mort.
Depuis le milieu du XIXe siècle le monde de l’art a beaucoup évolué, les codes de la représentation artistique aussi, dans la vanité contemporaine cela va être marqué par cette évolution de la vision de l’art. Il y a une évolution, on va se détacher du mode classique (peinture) pour se diriger vers des formes différentes, sculpture, installation, photographie, art vidéo, performance… Les manières de s’exprimer sont alors multiformes.

#### Représentation

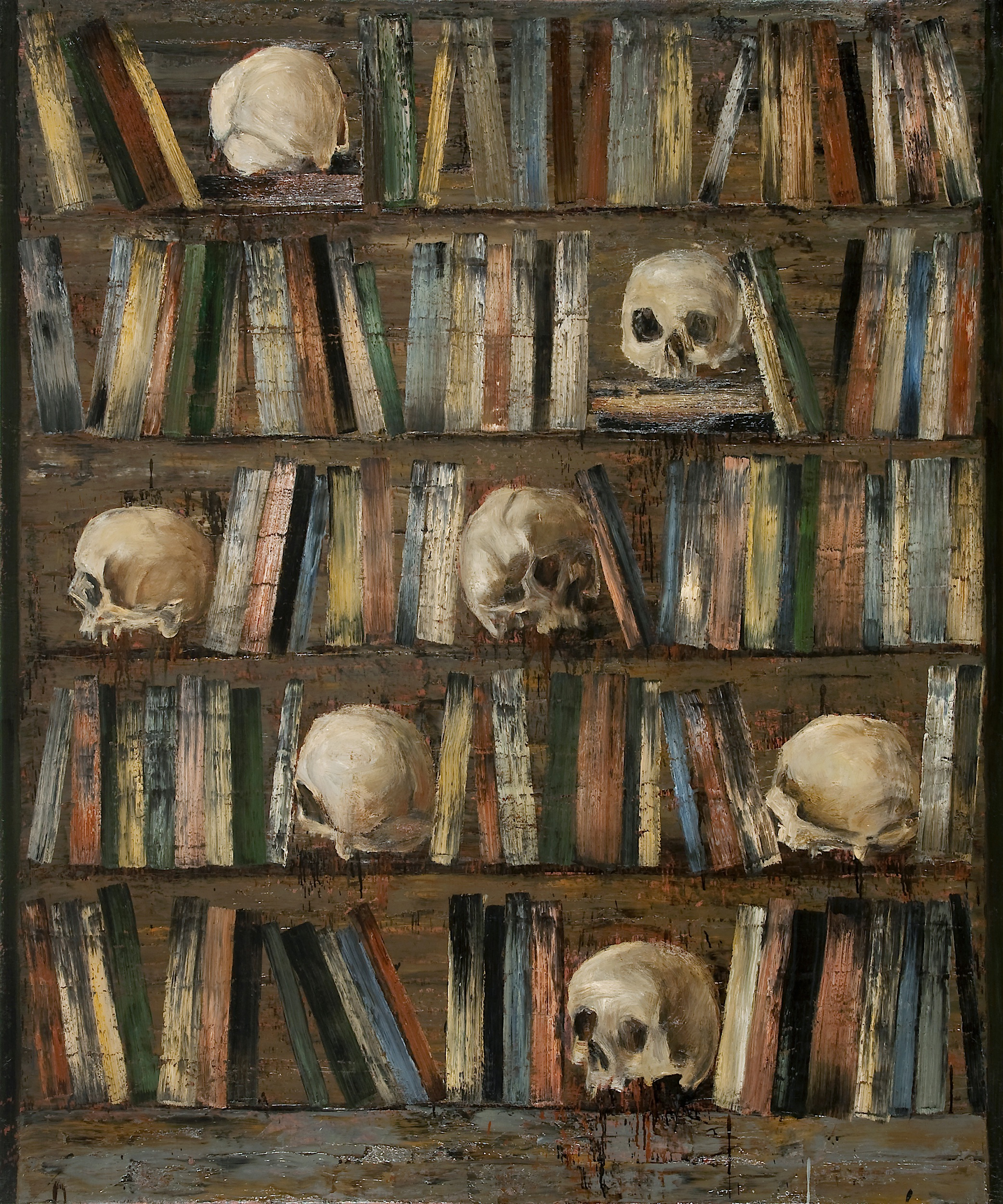
Carles Gabarró, Biblioteca-vanitas, huile sur toile, 2010

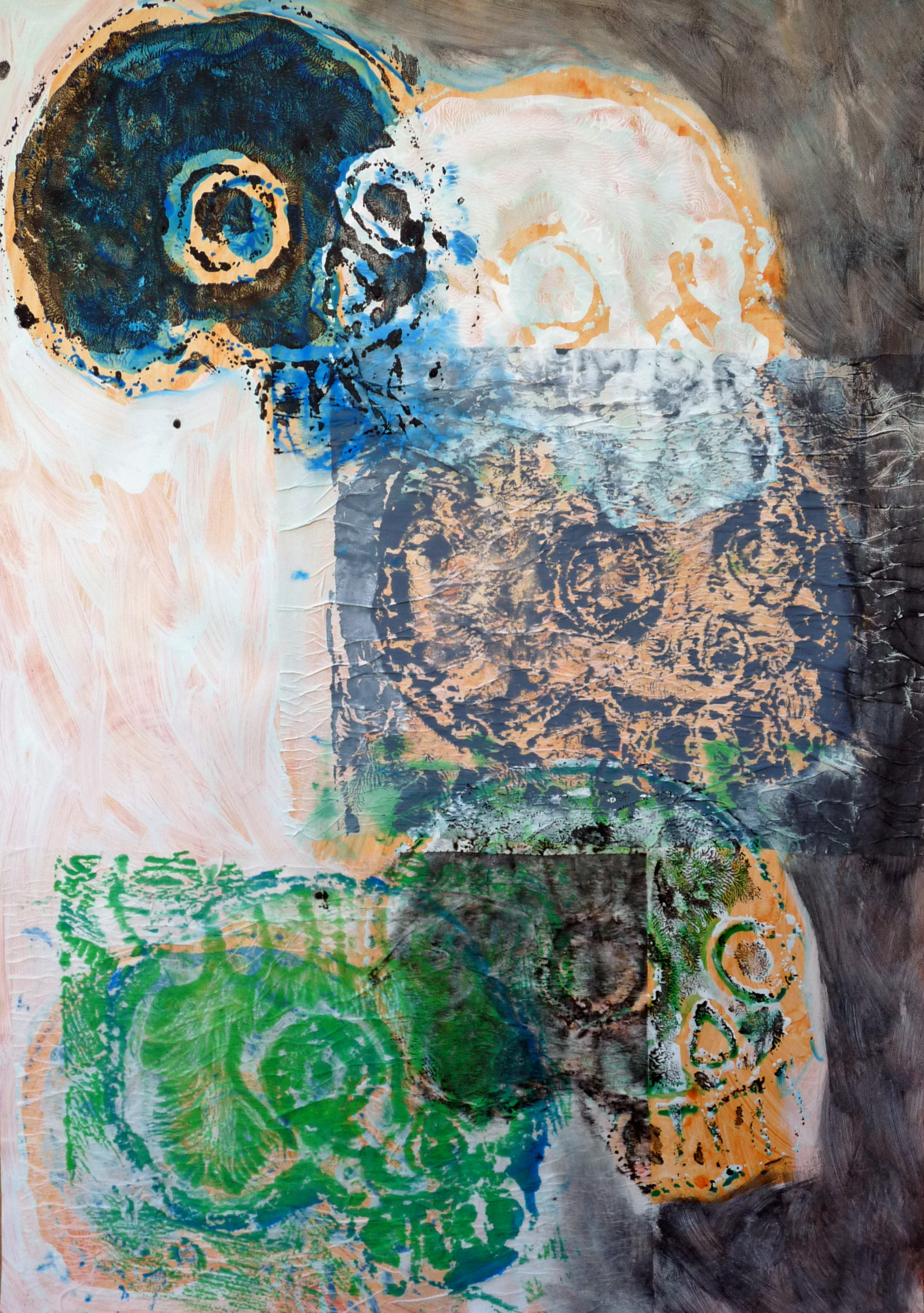
Claude Goiran, acrylique et huile sur toile (coll. part.), 2013

Un des principes des vanités contemporaines est l'accumulation de types divers qui pour les artistes renvoie à notre société grotesque avec une certaine finitude en soi.
Le temps est un thème très présent dans la vanité, les vanités contemporaines le traitent avec un rapport réel de la matière. À la place d’une représentation picturale des aliments pourris, les artistes vont les exposer pourrir en temps réel. En exemple il y a Daniel Spoerri avec les tableaux pièges, dans cette œuvre on voit l’évolution d’une table après un repas. Ainsi on porte l’attention sur le côté périssable, mais fugace de la vie. Un autre exemple marquant est Still Life de Sam Taylor-Wood, on voit l’évolution en accéléré d’une nature morte, l’effet du temps est ici amplifié afin de rendre un effet plus impressionnant.
Cela renvoie à l’éphémère de la vie, mais surtout à l’effet du temps. Cela nous permet de porter une attention à l’évolution du monde. Ces œuvres posent la question du rapport au temps dans nos sociétés ou tout se déroule vite.
Le rapport à la mort est plus cru, mais surtout frontal. Tout le processus est montré, il n’y a rien de caché ni tabou, dans Sex III de Jack et Dinos Chapman on montre un animal en décomposition. De plus, le rapport à la mort n’est plus individuel, mais pluriel, cela est un effet des camps d’extermination. Skull d’Andy Warhol, met en avant l’artiste qui est unifié avec le crane donc un lien fort a la mort et un ainsi une perte du « moi ».
Le crâne va avoir une place importante dans l’autoportrait, il va permettre de montrer aux artistes leur finitude, mais aussi leur disparition. Ce dernier est un symbole très répandu, mais il ne va plus permettre au spectateur de se projeter, mais lui évoque le passé. Le symbole va perdre sa connotation religieuse, il va être porté en dérive. Ce symbole va permettre de mettre le doigt sur les maux de la société. De manière générale les crânes renvoient au génocide des juifs.

### Galerie œuvre contemporaine
- La Guerre (triptyque), Otto Dix 1929 - 1932
- Campbell’s Soup Cans, Andy Warhol 1962
- I like America and America likes me, Joseph Beuys 1974
- Self-portrait with Skull, Andy Warhol 1977
- Medecine Cabinets[29], Damien Hirst 1988
- Mother and Child (divided)[30], Damien Hirst 1993
- Nude with Skeleton[31], Marina Abramovic 2002
- Sex III, Jack & Dino Chapman 2005
- For the Love of Gods, Damien Hirst 2007
- Série d’autoportraits numérotés – Détails 2075998, 2081397, 2083115, 4368225, 4513817, 4826550, 5135439 et 5341636, Roman Opalka 2011